# Estación Envigado (Metro de Medellín)
La Estación Envigado es una estación del Metro de Medellín que presta servicio en la Línea A y recibe su nombre en referencia al municipio de  Envigado, municipio al cual sirve primariamente, aunque la estación está construida en territorio del municipio de Itagüí, que hace parte del Área Metropolitana del Valle de Aburrá.
Esta estación fue inaugurada en 1996, es la decimoctava estación de la Línea A del Metro de Medellín hacia el sur y la cuarta en sentido contrario, está ubicada contiguamente a la Autopista Sur que conduce al suroccidente del país y adyacente a la Avenida Simón Bolívar o Calle 37 Sur. En su cercanías del costado oriental se encuentra localizado el Centro Comercial Viva Envigado, el más grande del área metropolitana.

## Diagrama de la estación
|       |                                                                        |     |
| Norte | ← hacia Ayurá (Estación Niquía)                                        | Sur |
|       | Plataforma central, las puertas se abren a la derecha y a la izquierda |     |
| Norte | → hacia Itagüí (Estación La Estrella)                                  | Sur |
|       |                                                                        |     |

## Horario
| Horarios de estación                  | Lunes a viernes | Sábado | Domingo y festivos |
| ------------------------------------- | --------------- | ------ | ------------------ |
| Primer tren con dirección Niquía      | 04:35           | 04:35  | 05:06              |
| Primer tren con dirección La Estrella | 04:42           | 04:42  | 05:12              |
| Último tren con dirección Niquía      | 22:49           | 22:49  | 22:06              |
| Último tren con dirección La Estrella | 23:14           | 23:14  | 22:33              |

## Rutas integradas
| RUTA      | NOMBRE                          | DESTINO |
| --------- | ------------------------------- | ------- |
| 6403      | Loma del Chocho                 |         |
| 6404      | Loma del Escobero - Farolito    |         |
| 6406      | El Salado                       |         |
| 6407      | El Dorado - San José - Mangazul |         |
| 6408      | San Rafael - La Mina            |         |
| 6410      | Chinguí                         |         |
| 6402-2    | San Lucas 2                     |         |
| Arenales  | Arenales                        |         |
| Calatrava | Calatrava                       |         |
| Palmas    | Palmas                          |         |
| —         | Alto de las Flores              |         |

## Zonas de interés
- Biblioteca pública y parque cultural Débora Arango
- Casa de la cultura Miguel Uribe Restrepo
- Centro Comercial Viva Envigado
- Ensambladora Sofasa - Renault